# اریش پاپ
اریش پاپ (انگلیسی: Erich Papp) بازیکن فوتبال اهل استونی بود.
وی همچنین در تیم ملی فوتبال استونی بازی کرده‌است.